# 夫婦桜 (松前町)
夫婦桜（めおとざくら）は、北海道松前郡松前町松城の松前公園にある一本桜。ソメイヨシノとナデン（マツマエハヤサキ）が1本の根から育つ桜の木である。

## 特徴
2007年の松前さくらまつりでこの桜を「夫婦桜」と称して命名式を行い、松前町のさくらの銘木としている。
昭和初期にソメイヨシノの台木にナデンを挿し木したが、台木のソメイヨシノも一緒に育ってしまったため、一重のソメイヨシノと八重のナデン一本の木に咲く。
開花時期はその年によって違うが、4月29日～5月1日頃に開花し、ゴールデンウィークには見ごろとなる。
夫婦桜の命名を記念して、松前町では毎年「夫婦の手紙」コンクールを実施し、夫から妻へまたは妻から夫への気持ちをつづった手紙を一般募集している。